# Michael Nell
Pour les articles homonymes, voir Nell.
Michael Nell (né le 5 février 1984 à Calgary) est un sauteur à ski canadien.
Il a participé aux Jeux olympiques d'hiver de 2006  de Turin où il s'est classé 15e lors du concours par équipes,.

## Palmarès

### Jeux Olympiques
| Épreuve / Édition | Turin 2006 |
| Par Equipes       | 15e        |